# Костенко, Владимир Полиевктович
Влади́мир Полие́вктович Косте́нко (1881—1956) — русский и советский инженер-кораблестроитель, участник Цусимского сражения, член партии социалистов-революционеров, один из организаторов судостроения в СССР.
Под его руководством созданы первые отечественные транспортные суда, а также судостроительные заводы в Комсомольске-на-Амуре (Амурский судостроительный завод) и в Северодвинске (Северное машиностроительное предприятие). Автор 90 публикаций по гидродинамике, броневой защите кораблей, организации судостроительного производства, а также воспоминаний «На „Орле“ в Цусиме».

## Биография
Родился 8 (20 сентября) 1881 года в селе Великие Будища (ныне Диканьский район, Полтавская область, Украина).
Старший сын земского врача Полиевкта Ивановича Костенко и дочери помещика Кузнецова. В семье было пятеро детей — три сына и две дочери.
- 1892—1900 — учёба в Белгородской гимназии. Окончил с золотой медалью.
- 1900—1904 — учёба на кораблестроительном отделении Морского инженерного училища императора Николая I (ныне ВВМИУ имени Ф. Э. Дзержинского). Окончил с золотой медалью с занесением его фамилии на Мраморную доску училища. Тема диплома — проект нового облегчённого быстроходного броненосного крейсера.
- 1904—1905 — помощник строителя на броненосце «Орёл» при окончании его строительства, а затем инженер (Морским министерством было принято решение о назначении в состав каждого нового корабля по одному инженеру от завода-строителя) в походе Второй тихоокеанской эскадры под командованием Рожественского и в Цусимском сражении (Костенко фигурирует в романе А. С. Новикова-Прибоя «Цусима» как «инженер Васильев»).
- 1905—1906 — японский плен.
- 1906 — помощник строителя линейного корабля «Андрей Первозванный».

В августе 1906 года был арестован по обвинению в написании противоправительственной статьи, но вскоре был освобожден под залог, а затем дело было прекращено.
В 1908 году Костенко был командирован в Англию в город Барроу-ин-Фернесс помощником наблюдающего за постройкой броненосного крейсера «Рюрик», который строился фирмой Виккерс. Костенко входил в «Центральное военно-организационное бюро» Партии социалистов-революционеров, ведшее революционную пропаганду в армии и пытавшееся организовать восстания. Согласно рассказу самого Костенко В. Н. Фигнер, благодаря многолетней пропаганде, ему удалось на «Рюрике» завести обширную организацию среди матросов. Во главе её стоял комитет из 30 человек, а около него группировалось до 200 матросов. В 1908 году Костенко свёл приехавших в Лондон Б. В. Савинкова, Е. Ф. Азефа и П. В. Карповича с матросами крейсера Авдеевым, Поваренковым и Котовым для переговоров о покушении на царя при ожидавшемся посещении им крейсера.
В 1908—1910 годах Костенко был конструктором технического бюро Морского технического комитета, которым руководил А. Н. Крылов. 
В июле — октябре 1909 года находясь в командировке в Англии как руководитель группы слушателей Военно-морской академии, Костенко обратил внимание конструктора «Титаника» Томаса Эндрюса на потенциальную опасность того, что водонепроницаемые переборки отсеков судна не доходят до главной палубы. Последний оставил совет В. П. Костенко без внимания, что впоследствии явилось одной из причин гибели судна[нужна атрибуция мнения].
23 марта 1910 года за революционную деятельность был вновь арестован, заключен в Трубецкой бастион Петропавловской крепости, а в июле 1911 года осужден на шесть лет каторги. 19 декабря 1911 года — по ходатайству А. Н. Крылова и Морского министра адмирала И. К. Григоровича помилован Николаем II. Но одновременно с этим Костенко навсегда увольнялся с государственной службы и из флота.
С 1 мая 1912 года — начальник судостроительной конторы, а затем главный корабельный инженер Общества Николаевских заводов и верфей «Наваль» (ныне Черноморский судостроительный завод). В 1916-1917 годах разработал проект линкора в четырёх вариантах, различавшихся скоростью и бронированием.
После революции — на различных руководящих должностях на судостроительных предприятиях в Николаеве, Харькове, Ленинграде.
После установления советской власти В. П. Костенко до 1922 года, возглавлял техническое руководство завода «Наваль» и был членом правления Объединённых Николаевских Государственных судостроительных заводов.
В период 8.1917-1.1918 Костенко Владимир Полиевктович — Председатель городского совета народных комиссаров.
В 1928 году был арестован (обвинение связано с перерасходом сметной стоимости транспортных судов), в 1929 году был направлен в Соловецкий лагерь особого назначения, затем привлечён к работе в особых бюро при ОГПУ в Харькове, а затем в Ленинграде. Освобождён в 1931 году. Проживал в Ленинграде (Каменноостровский проспект, дом № 63) до 1935 года.
В конце 1960-х — начале 1970-х годов аспирантка Белгородского государственного педагогического института О. И. Осыкова, исследовавшая творчество А. С. Новикова-Прибоя, указала на связь произведения Новикова-Прибоя «Цусима» с дневниками В. П. Костенко. Согласно воспоминаниям дочери В. П. Костенко Натальи Владимировны, после ареста В. П. Костенко в 1928 году, А. С. Новиков-Прибой обратился к его второй жене Ксении Александровне с предложением продать ему рукопись о Цусиме. Во время свидания в тюрьме Владимир Полиевктович дал на это согласие. К. А. Костенко, оставшаяся с малолетним сыном и весьма ограниченная в средствах, воспользовалась выгодным предложением Новикова-Прибоя. Уже после освобождения из заключения В. П. Костенко глубоко при разговорах с разными людьми на тему о тождественности описаний целого ряда событий в его дневниках и книге Новикова-Прибоя Владимир Полиевктович отвечал: «Пусть читатель сам разберется, кто с кого списывал». Дочь Костенко писала: «А. С. Новикова-Прибоя никак нельзя упрекнуть в непорядочности по отношению к Владимиру Полиевктовичу: он сделал его героем своей исторической эпопеи (под псевдонимом инженера Васильева). Также нельзя поставить Новикову-Прибою в вину версию о находке дневников, начатых в японском плену, в деревне, у брата в улье. Наверное, тогда такой вариант судьбы дневников Костенко был наилучшим. Они не пропали и не оказались в случайных руках.»
В 1932—1941 годах — руководит строительством кораблестроительных предприятий на Дальнем Востоке.
В феврале 1941 года арестован (обвинен в преднамеренном выборе площадки для строительства Северодвинского кораблестроительного завода на болотистом месте), затем перевезён из Ленинграда в златоустовскую тюрьму, затем в Челябинск, где в июле 1942 года освобождён. Силу духа В. П. Костенко характеризуют, например, такие воспоминания его дочери Натальи Владимировны: «Его посадили в металлическую клетку так, что он даже не мог пошевелить головой, и на зимней улице под краном ему капали воду на голову, пока он не потерял сознание. Когда я его спросила: „Папа, как же ты это выдержал?“, услышала в ответ: „Я в это время занимался дифференциальным исчислением“.». Посмертно реабилитирован Военной Коллегией Верховного Суда СССР 16 ноября 1964 года.
С 1931 года до конца жизни (с перерывом 1941—1942) В. П. Костенко был одним из руководителей судопроектного института «Проектверфь» (с 1936 года — «Государственный союзный проектный институт-2», сокращённо ГСПИ-2). Ныне это Проектная фирма «Союзпроектверфь». С 1948 года В. П. Костенко был также членом Научно-технического совета ЦНИИ им. акад. Крылова. Проживал в Ленинграде по адресу Каменноостровский проспект, дом № 24 (с 1947).
Умер 14 января 1956 года. Похоронен в Ленинграде на Серафимовском кладбище.

### Семья
- В. П. Костенко был трижды женат: на Софье Михайловне Волковой (с 27 июля 1911 года, скончалась 25 декабря 1920 года), Ксении Александровне Меранвиль де Сент-Клер (с 23 марта 1922 года, скончалась 4 апреля 1942 года) и Т. Н. Кокушкиной (с 31 марта 1945).
- сын от первого брака М. В. Костенко (15 (28) декабря 1912 — 2001) — известный энергетик, профессор Ленинградского политехнического института, член-корреспондент АН СССР, кавалер ордена Ленина.
- младший брат В. П. Костенко, М. П. Костенко (16 (28) декабря 1889 — 1976) — выдающийся электротехник, Герой Социалистического Труда, академик АН СССР.

## Награды
- орден Святой Анны III степени с мечами и бантом (1906)[11].
- Орден Святого Станислава II степени (1907) — за наблюдение за постройкой броненосного крейсера «Рюрик».
- орден Трудового Красного Знамени (1945) — за участие в строительстве Комсомольского судостроительного завода.
- Сталинская премия второй степени (1950) — за работу в области кораблестроения (создание советских судостроительных заводов первого поколения)

## Память

Мемориальная доска в Санкт-Петербурге на Каменноостровском проспекте, 24а

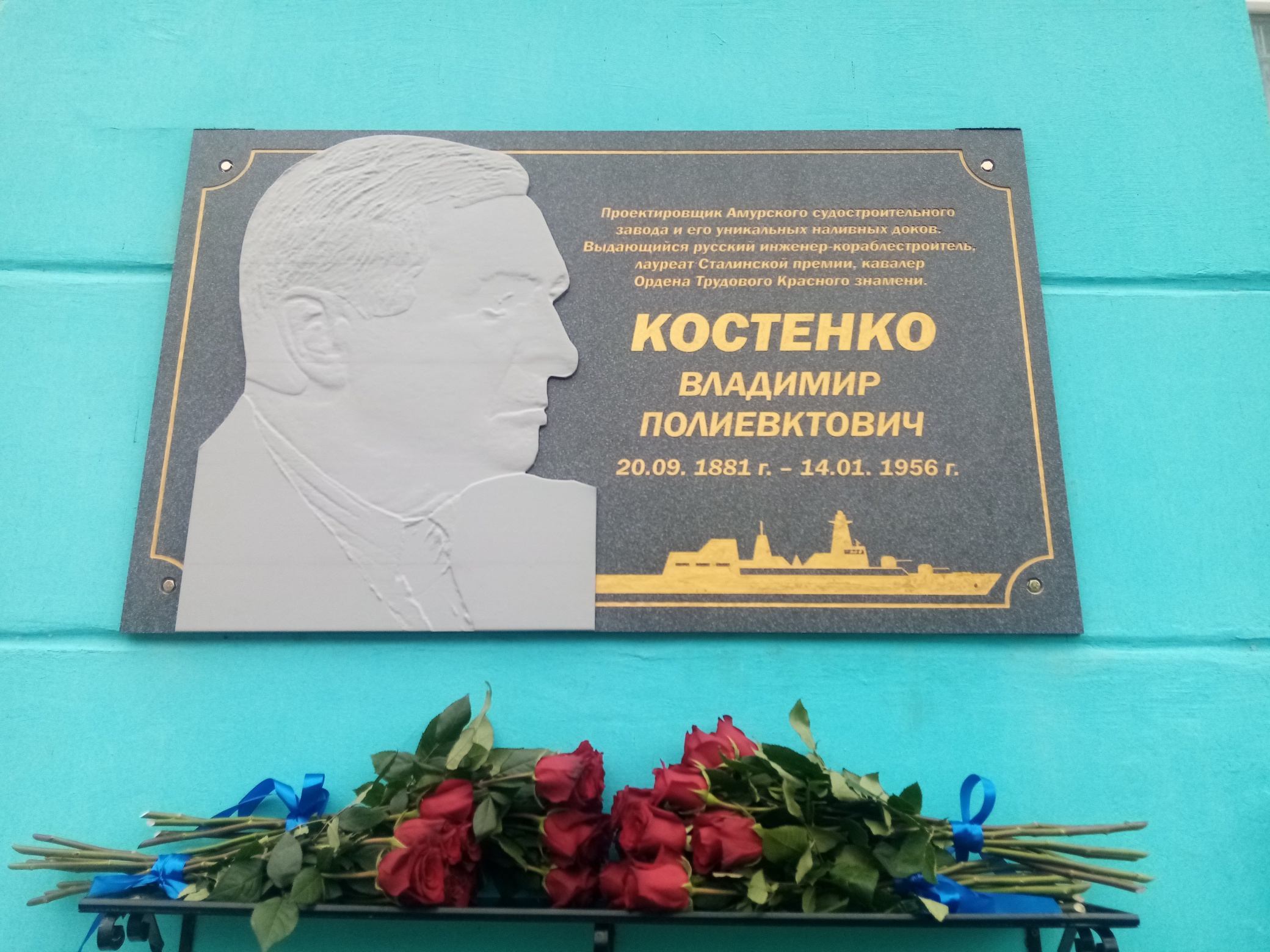
Памятная доска в Комсомольске-на-Амуре, проходная ПАО «АСЗ».

В память о В. П. Костенко установлены мемориальные доски:
- Адмиралтейство (Адмиралтейский проезд, дом 2, в здании Высшего военно-морского инженерного училища). Текст: «Здесь работал воспитанник училища, выдающийся инженер-кораблестроитель, лауреат Государственной премии, живой герой известного романа „Цусима“ /Васильев/ В. П. Костенко (1881—1956)». До 1977. Мрамор.
- Каменноостровский проспект, дом 24а, фасад. Архитектор Владимир Иванович Новосадник, комбинат «Скульптура». Открыта 10 ноября 2006 года.
- Механический корпус Санкт-Петербургского государственного политехнического университета, Политехническая улица, дом 29.
- Амурский судостроительный завод (г. Комсомольск-на-Амуре), проходная. Открыта 10 июня 2022 года[12].
- 21 апреля 2022 года Постановлением № 719-па Администрации города Комсомольска-на-Амуре Парку культуры и отдыха «Судостроитель» присвоено имя В. П. Костенко[13].

В 2022 году парку «Судостроитель» в Комсомольске-на-Амуре присвоено имя В. П. Костенко.